# Лакер, Митч
Митч Лакер (англ. Mitch Lucker, настоящее имя Митчелл Адам Лакер (англ. Mitchell Adam Lucker); 20 октября 1984 года, Риверсайд, Калифорния, США — 1 ноября 2012 года, Хантингтон-Бич, Калифорния, США) — американский музыкант, бывший вокалист дэткор-группы Suicide Silence, одного из центральных коллективов американской дэткор-сцены, в составе которого он записал три полноформатных альбома и один мини-альбом.  

## Биография
Митч Лакер родился 20 октября 1984 года в Риверсайде, Калифорния.
В 2002 году Митч Лакер вместе с Крисом Гарса основали группу Suicide Silence. Изначально в группе помимо Митча был второй вокалист — Тэннер Уомэк. Позднее же он вышел из её состава. В 2006 году коллектив выпустил свой первый одноименный мини-альбом. Релиз, записанный на стыке дэт-метала и грайндкора, заинтересовал лейбл Century Media, который в скором времени предложил музыкантам контракт на первый полноформатный диск.
Дебютный альбом группы The Cleansing, выпущенный 18 сентября 2007 года, стал одним из самых продаваемых релизов в истории лейбла Century Media: лишь за первую неделю было продано 7 250 копий. Релиз закрепил за группой статус одной из ведущих дэткор-групп США, а также значительно поспособствовал выходу жанра в мейнстрим.
Второй альбом группы под названием No Time to Bleed был выпущен 30 июня 2009 года. Последний же альбом с участием Митча под названием The Black Crown был выпущен 12 июля 2011 года. Альбом добился высоких показателей в чартах, достигнув, в частности, 28-й строчки Billboard 200, и, по мнению обозревателей, продемонстрировал потенциал дэткора к последующему развитию. К этому моменту тексты группы перестали иметь антирелигиозное содержание. Отвечая на вопрос журналу Kerrang!, Митч пояснил:

Я не стараюсь опускать убеждения людей — это обо мне и о моей жизни. Моя голова приоткрылась, и её содержимое вылилось на бумагу! Я до сих пор имею такие же взгляды, но стал более открыт для всего прочего.
Был анонсирован и четвёртый альбом, который должен был выйти летом 2013 года, однако работа над ним не была завершена в связи со смертью Митча.

### Личная жизнь
В 2006 году Митч Лакер состоял в незарегистрированным браке с Джоли Кармаделлой. Пара поженилась в 2010 году. 22 июня 2007 года у пары родилась дочь Кеннади.

### Смерть
Вечером 31 октября, примерно в 20:55, Лакер, проезжая на своём чёрном Harley-Davidson по главной улице Хантингтон-Бич, не справился с управлением и врезался в столб, после чего мотоцикл продолжил скользить и ударился о пикап Nissan Titan. 1 ноября 2012 года, в 6:17 было официально объявлено о смерти Митча Лакера. Он скончался от травм, полученных вследствие аварии.

## Вокальный стиль и техника
Митч использовал такие вокальные техники, как гроулинг (низкая по звучанию) и скриминг (высокая по звучанию). Данные техники в случае их безопасного использования достигаются при помощи форсирования в области гортани и ложных голосовых складок соответственно, однако Митч извлекал их в области голосовых складок. Как следствие, состояние его голоса на протяжении нескольких последних лет его жизни несколько ухудшалось. Незадолго до кончины Митч стал брать уроки у Мелиссы Кросс. Выпустить релиз с обновлённой, более безопасной вокальной техникой, Лакер не успел, однако на записи концерта D-TOX Rockfest 2012 можно слышать обновлённый подход Митча к звукоизвлечению — он стал больше работать ложными связками при пении.
Для более грубого звучания его экстрим-вокала, его записи обрабатывались с помощью дисторшна.
Во время записи альбома No Time to Bleed, продюсер группы, Machine, предложил Митчу идею, чтобы тот при записи находился в таком же положении, как и на концерте — одна нога, согнутая в колене, стоит на возвышении, торс слегка наклонен вперед, руки находятся у рта, как если бы он держал в них микрофон. Таким образом продюсер пытался добиться от Лакера более эмоционального состояния и звучания, свойственного ему на выступлениях Suicide Silence. С технической же точки зрения, данная позиция является наиболее удобной для формирования опоры дыхания за счёт давления косыми мышцами пресса на диафрагму.

## Память
В ночь на 1 ноября была проведена демонстрация в память о Митче Лакере на месте крушения. В ней приняли участие примерно 300—400 человек. 21 декабря 2012 года Suicide Silence провели мемориальное шоу под названием «Ending Is The Beginning». На концерте присутствовали такие музыканты как Фил Бозман (Whitechapel), Дэнни Уорсноп (Asking Alexandria), Робб Флинн (Machine Head), Макс Кавалера (Soulfly, Cavalera Conspiracy, ex-Sepultura), Чед Грэй (Mudvayne, Hellyeah), Дэз Фафара (DevilDriver, Coal Chamber), Рэнди Блай (Lamb Of God), Тим Ламбезис (As I Lay Dying) и другие. Спустя два года запись данного шоу была выпущена в формате концертного альбома Ending Is the Beginning: The Mitch Lucker Memorial Show. Все собранные пожертвования были направлены на образование единственной дочери Лакера, Кеннади.

## Дискография

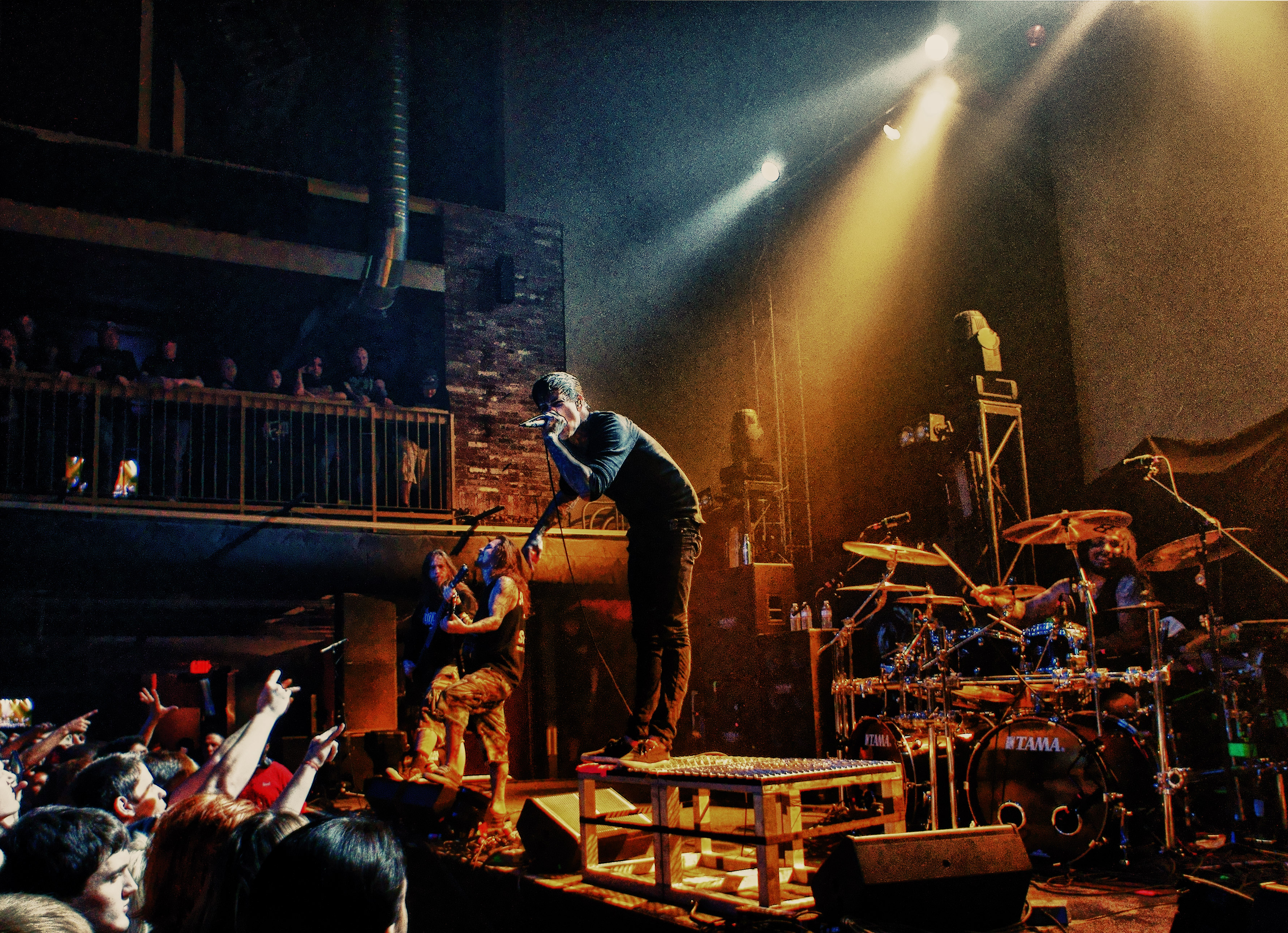
Митч Лакер — Suicide Silence

### Suicide Silence
- 2005 — Suicide Silence EP
- 2007 — The Cleansing
- 2009 — No Time to Bleed
- 2011 — The Black Crown

### Commissioner
- 2011 — What Is?

### Сотрудничество
- 2006 — Predator; Never Prey (feat. Mitch Lucker) — The Acacia Strain
- 2009 — Classic Struggle (feat. Mitch Lucker) — Winds of Plague
- 2012 — We Are The Many (feat. Mitch Lucker) — Caliban
- 2012 — Spit Vitriol (feat. Mitch Lucker) — The Devastated

## Отражение в массовой культуре

### Фильмы
- 2013 — Документальный фильм «Mitch Lucker Documentary»